# Azai Sukemasa
Azai Sukemasa (Japans: 浅井 亮政) (1491 - 21 januari 1546) was een Japanse daimyo tijdens de Sengoku-periode en hoofd van de Azai-clan. Hij is onder meer bekend als stichter van kasteel Odani. 
Sukemasa was een voormalig samoerai voor de Kyogoku-clan, maar wist langzaamaan zijn invloed uit te breiden door een interne machtsstrijd binnen de clan. Hij wist daimyo te worden en kwam hierbij in een langdurig conflict terecht met Rokkaku Sadayori. Sukemasa werd verslagen en was gedwongen zich terug te trekken naar de provincie Echizen. Hij wist zijn onafhankelijkheid te behouden door de hulp van zijn bondgenoten de Asakura-clan. 
Sakemasa werd opgevolgd door zijn zoon Azai Hisamasa.